# Lomtjärnen (Ore socken, Dalarna, 680421-146401)
Lomtjärnen är en sjö i Rättviks kommun i Dalarna och ingår i Dalälvens huvudavrinningsområde.